# フレンチコア
フレンチコア（Frenchcore）は、フランス発祥の電子音楽のスタイルであり、ハードコアテクノの一つである。

## 概要
このジャンルは、1990年代にフランスのクラブシーンで、オールドスクールなガバに影響されて作られるようになった。
フレンチコアの認識が広まったのは1998年にMicropoint(RadiumとAl Coreによるユニット)のファーストアルバム「Neurophonie」がリリースされたことがきっかけとされている。

弾力のあるTR-909のキックに影響されたバスドラムが使用されていたが、近年ではシンセサイザーで作られることが多い。
頻繁に多くのサウンドエフェクトが使用され、産業を連想させる音を出している点と、短い間隔でビートが変更されている点が主な特徴である。
さらに、多くのトラックがオフビートを目立たせるように制作されている。
インダストリアルハードコアの場合は、比較的大きく歪んだ音やビートが含まれていることが多いが、それとは異なり、フレンチコアにはこのようなルールが欠けている。
また、同じ範囲の速さであるテラーコアと比較すると、フレンチコアのBPMは遅くなることがある。
このようにフレンチコアは、類似ジャンルであるインダストリアルハードコアやテラーコアと異なるスタイルの楽曲を定義づける為に生まれたジャンルといえよう。
2010年代後半頃から以前と比べてメロディにも重視したフレンチコアが台頭している。Defqon.1といったハードスタイルフェスティバルにも登場し、その注目度も増している。

## 主なプロデューサー
- Al Core
- Androgyn Network
- Cardiak
- Crypton
- DJ Christian Rosenkreutz
- DCYBL
- DJ Japan
- DJ Mutante
- D.O.M.
- Dr.Peacock
- Dustvoxx
- Exode
- Frazzbass
- Hellfish
- Ingler
- Liquid Blasted
- Maissouille
- Micron
- Micropoint
- Mr.Ivex
- Ogm909
- Pattern J
- Progamers
- Psiko
- Radium
- Randy
- Rayvolt
- Re-Style
- Sefa
- Sirio
- Sprinky
- Tanukichi
- The Sickest Squad
- THE SPEED FREAK
- Tieum
- USAO
- Vertex
- X-Fly